# 雷托卡
雷托卡（西班牙語：Reitoca），是洪都拉斯的城鎮，位於該國中部，由弗朗西斯科-莫拉桑省負責管轄，始建於1843年，面積196.96平方公里，海拔高度361米，2001年人口9,468，人口密度每平方公里48.07人。
13°50′N 87°28′W / 13.833°N 87.467°W